# Guenu Lai
Guenu Lai (Guenulai, Guenolai) ist ein osttimoresischer Suco im Verwaltungsamt Cailaco (Gemeinde Bobonaro).

## Geographie

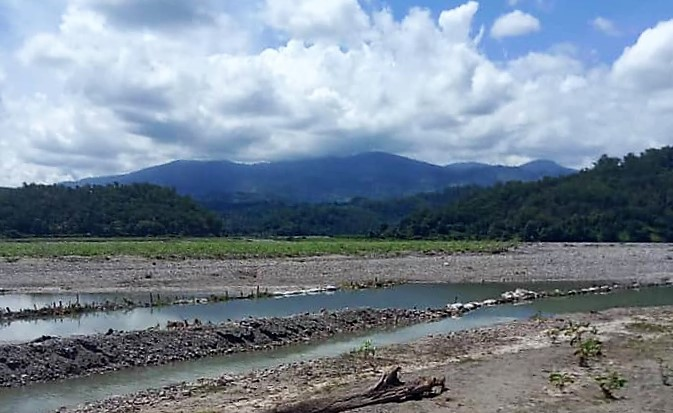
Ein Entwässerungsgraben in der Nordexklave von Guenu Lai

Guenu Lai liegt mit seinem Hauptterritorium im Osten des Verwaltungsamts Cailaco. Im Norden liegt der Suco Dau Udo, südwestlich Meligo und südlich Goulolo. Östlich liegen die Verwaltungsämter Hatulia mit seinem Suco Leimea-Craic und Atsabe mit seinem Suco Laubono (Gemeinde Ermera). Entlang eines Teils der Grenze zu Goulolo fließt der Fluss Aimera, der ebenso wie ein Fluss, der entlang der Nordgrenze fließt, schließlich in den Marobo mündet, dem östlichen Grenzfluss. Mehrere Berge befinden sich hier, so der Foho Borbote (371 m, Lage), der Foho Lekeama (637 m, Lage), der Foho Melemuga (851 m, Lage), der Foho Nunulau (672 m, Lage), der Foho Rameta (656 m, Lage), der Foho Umeuli (562 m, Lage) und der Foho Tirimos (410 m, Lage). Im Norden von Cailaco gehört eine kleine Exklave zu Guenu Lai. Sie ist umgeben vom Suco Purugua. Nur im Nordosten, wo der Marobo die Grenze bildet, liegt gegenüber am anderen Ufer das Verwaltungsamt Hatulia, mit seinen Sucos Aculau und Ailelo.
Guenu Lai hat eine Fläche von 11,42 km² und teilt sich in die drei Aldeias Biaboro (Bia Boro), Melemaga und Tirimoso. Melemaga bildet den Westen, Biaboro den Osten des Hauptterritoriums. Tirimoso besteht aus der Exklave im Norden.
Der Verwaltungssitz des Sucos liegt im Dorf Tegal in der Aldeia Biaboro. Südöstlich davon befinden sich die Orte Waudu und Tirimos (Tirimoso) und weiter südwestlich Batuubu. Im äußersten Südwesten liegt der Ort Melemaga. Nach Nordosten führt hier eine Kette von kleinen Siedlungen. Im Nordwesten wechselte das Dorf Nunulau 2015 vom Suco Dau Udo zu Guenu Lai. In der Exklave liegt der Westteil des Dorfes Bilimau.
Durch die Exklave im Norden führt die Überlandstraße von Maliana nach Hatolia Vila, doch das Hauptgebiet ist verkehrstechnisch nicht gut angeschlossen. Für die Parlamentswahlen in Osttimor 2007 mussten die Wahlurnen per Hubschrauber zum Wahllokal gebracht werden. Nur eine kleine Straße führt aus Biaboro nach Dau Udo und Goulolo. In den Westen führen nur schlecht ausgebaute Pisten.
In Tegal befinden sich neben dem Sitz des Sucos ein Hospital und eine Grundschule. Auch im Westen von Bilimau gibt es ein Hospital.

## Einwohner
Im Suco leben 829 Einwohner (2022), davon sind 414 Männer und 415 Frauen. Im Suco gibt es 140 Haushalte. Über 95 % der Einwohner geben Kemak als ihre Muttersprache an. Kleine Minderheiten sprechen Tetum Prasa oder Habun.

## Politik
Bei den Wahlen von 2004/2005 wurde Leonardo Mau zum Chefe de Suco gewählt und 2009 in seinem Amt bestätigt. 2016 gewann Alexandrino S. Costa und wurde 2023 wiedergewählt.